# キャロライン・マティルダ・オブ・ウェールズ
キャロライン・マティルダ・オブ・ウェールズ（英語: Caroline Matilda of Wales, 1751年7月11日 - 1775年5月10日）は、デンマーク＝ノルウェーの王クリスチャン7世の妃。イギリス王及びハノーファー選帝侯ジョージ2世の長男フレデリック・ルイス王太子の末娘で、ジョージ3世の妹。
デンマーク語名はカロリーネ・マティルデ・ア・ストアブリタニエン（Caroline Mathilde af Storbritannien）。

## 生涯

### 生い立ち
キャロライン・マティルダはフレデリック・ルイスと妃オーガスタの末子であった。フレデリック・ルイスは王太子、プリンス・オブ・ウェールズであったが、1751年3月31日に王位を継承することなく死去した。キャロライン・マティルダが生まれたのはその100日ほど後である。プリンス・オブ・ウェールズの娘であることからキャロライン・マティルダ・オブ・ウェールズ（Caroline Matilda of Wales）と呼ばれることになったが、この時プリンス・オブ・ウェールズの称号はすでに兄ジョージが受け継いでいた。

### デンマーク王妃とスキャンダル
1766年、従兄であり、デンマークとノルウェーの王に即位して間もないクリスチャン7世と15歳で結婚した。精神障害のあったクリスチャン7世との結婚生活はうまくゆかなかった。王は、カロリーネ・マティルデを愛せないと公に宣言さえして無視し、長男フレデリクの誕生後、彼女は孤独な生活を送った。

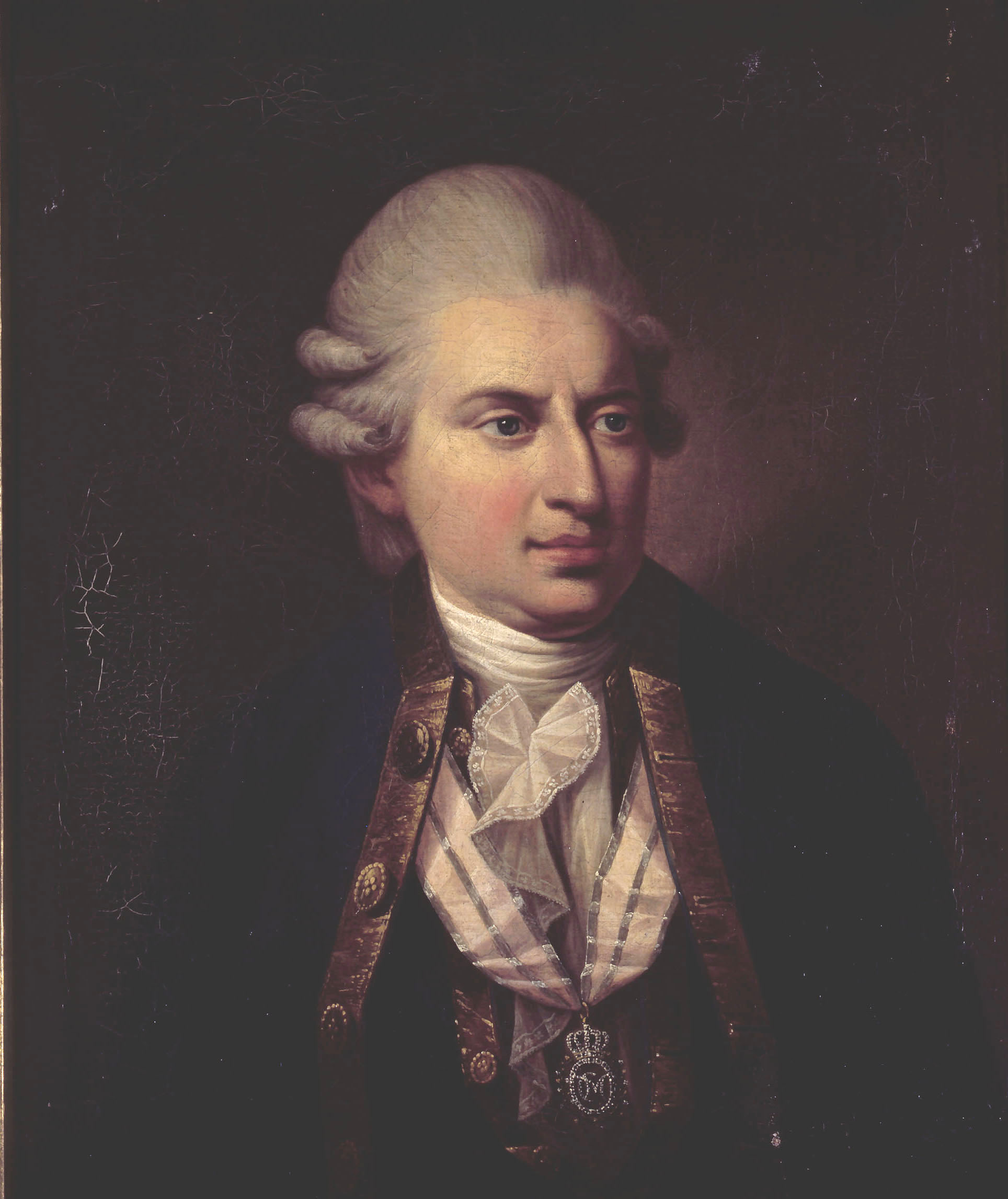
ストルーエンセ

1769年、ドイツ人の医師ヨハン・フリードリヒ・ストルーエンセが、外遊中のクリスチャン7世をデンマーク領アルトナで診察したことから、国王の侍医となる。アルトナには、デンマーク宮廷を追われたランツァウ伯爵らがおり、彼らと共に啓蒙思想に傾倒していたストルーエンセは、その復権を期待されていた。
ストルーエンセと国王は親密な関係になり、国王は次第に言いなりになっていったが、野心家のストルーエンセはさらに王妃の取り込みも図った。王妃はストルーエンセを最初は嫌っていたと言われるが、すぐに愛人関係になった。1770年1月にはすでに2人の関係は公然の秘密となり、また王太子フレデリクに天然痘の種痘を施したことでその信頼は絶大なものとなった。
1770年9月以降、約16か月にわたり、ストルーエンセはクリスチャン7世の名で様々な改革、高官の罷免を行った。これらの中には進歩的で優れたものも含まれていた一方、性急な改革や彼自身の傲慢な態度によって、そして王妃とのスキャンダルによって人々の反感を買った。この間、長女ルイーセ・アウグスタが誕生する。

### 失脚後

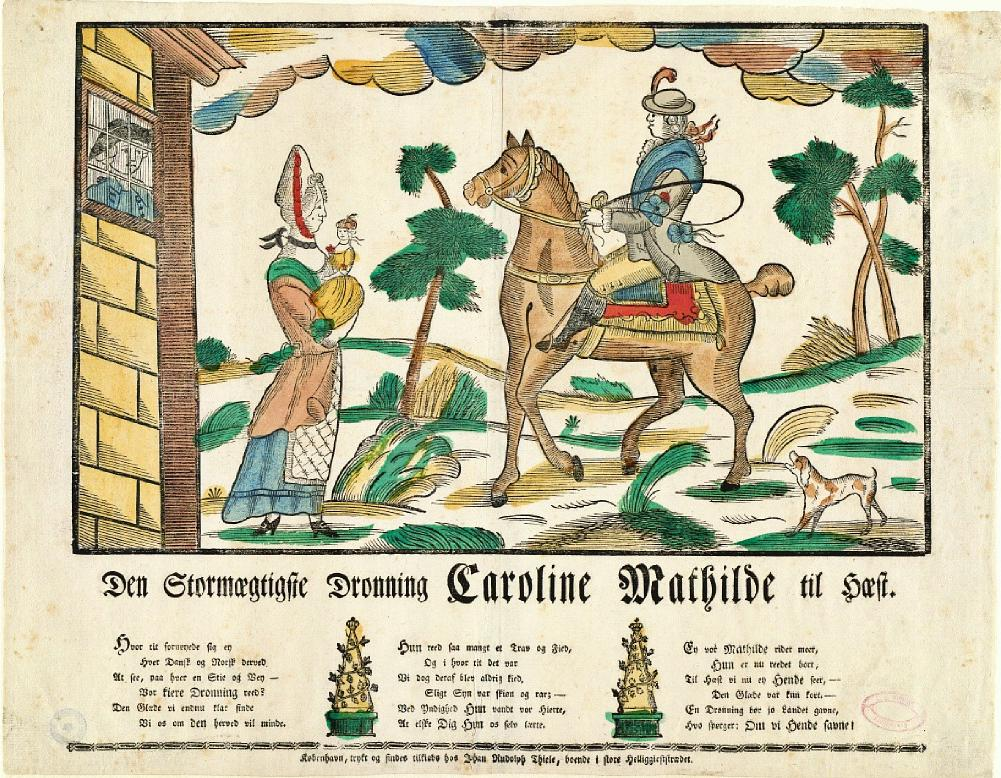
1772年の風刺画。監獄の中のストルーエンセ、男装して乗馬する王妃、乳母に抱かれたルイーセ王女が描かれている

1772年1月16日、仮面舞踏会の後、先王フレデリク5世の妃だった王太后ユリアーネ・マリーと神学者グルベア（w:Ove Høegh-Guldberg）を中心としたクーデターが起こり、ストルーエンセは逮捕される。摂政には王太后の子（＝クリスチャン7世の異母弟）フレゼリク王子が就任した。カロリーネ・マティルデもクロンボー城に囚人として監禁された。王妃はストルーエンセをかばったが、同年4月28日ストルーエンセは処刑された。
兄のジョージ3世の仲裁により、王妃は釈放されたが、英国王家であるハノーヴァー家はカロリーネ・マティルデの帰国を許さず、王妃はハノーファー選帝侯領のツェレ城に追放された。その地で旧臣らと穏やかに暮らすこととなった。デンマーク帰国へ向けてジョージ3世に仲裁を依頼するなどしていたが、願いが叶う間もなく1775年に猩紅熱により、23歳で病死した。遺体はそのまま同地に埋葬された。

## 子女
- フレデリク（1768年 - 1839年） - デンマーク王
- ルイーセ・アウグスタ（1771年 - 1843年） - アウグステンボー公妃

なお、ルイーセ・アウグスタはストルーエンセとの子ではないかと信じられている。その長女カロリーネ・アマーリエはデンマーク王クリスチャン8世妃となるが子はなさなかった。長男アウグステンボー公クリスチャン・アウグスト2世を通じ、血筋はスウェーデン王カール16世グスタフに続いている。

## 系譜
| カロリーネ・マティルデ | 父: フレデリック・ルイス | 祖父: ジョージ2世 (イギリス王)                             | 曽祖父: ジョージ1世 (イギリス王)                                    |
| カロリーネ・マティルデ | 父: フレデリック・ルイス | 祖父: ジョージ2世 (イギリス王)                             | 曽祖母: ゾフィー・ドロテア[1]                                       |
| カロリーネ・マティルデ | 父: フレデリック・ルイス | 祖母: キャロライン                                         | 曽祖父: ヨハン・フリードリヒ (ブランデンブルク＝アンスバッハ辺境伯) |
| カロリーネ・マティルデ | 父: フレデリック・ルイス | 祖母: キャロライン                                         | 曽祖母: エレオノーレ（ザクセン＝アイゼナハ公女）                    |
| カロリーネ・マティルデ | 母: オーガスタ           | 祖父: フリードリヒ2世 (ザクセン＝ゴータ＝アルテンブルク公) | 曽祖父: フリードリヒ1世 (ザクセン＝ゴータ＝アルテンブルク公)        |
| カロリーネ・マティルデ | 母: オーガスタ           | 祖父: フリードリヒ2世 (ザクセン＝ゴータ＝アルテンブルク公) | 曽祖母: マグダレーナ・ジビッラ                                      |
| カロリーネ・マティルデ | 母: オーガスタ           | 祖母: マグダレーナ・アウグスタ                             | 曽祖父: カール・ヴィルヘルム (アンハルト＝ツェルプスト侯)[2]        |
| カロリーネ・マティルデ | 母: オーガスタ           | 祖母: マグダレーナ・アウグスタ                             | 曽祖母: ゾフィー（ザクセン＝ヴァイセンフェルス公女）                |

[1]は、愛人との密通が発覚して長期間幽閉された後死去した（詳細は本人の項を参照）。
[2]の甥クリスティアン・アウグストの娘が、ロシアの女帝エカチェリーナ2世。

## 関連作品
映画
- 「ロイヤル・アフェア 愛と欲望の王宮」 - 2012年のデンマーク映画。カロリーネ・マティルデ役にアリシア・ヴィカンダー。